# 5月3日
5月3日是公历一年中的第123天（闰年第124天），离全年的结束还有242天。

## 大事记

### 19世紀以前
- 1494年：西班牙航海家克里斯多福·哥伦布在其第二次前往美洲的航程中，发现牙买加地区。
- 1791年：波兰立陶宛联邦的四年议会正式通过《五三宪法》，这也是欧洲第一部法典化的宪法。

### 19世紀
- 1808年：在芬兰战争期间，驻守斯韦阿堡的瑞典帝国军队向发动攻势的俄罗斯帝国军队投降。
- 1837年：希腊雅典大学成立，為東地中海地區最古老的大學。
- 1855年：美國冒險家威廉·沃克和一群僱傭兵嘗試從舊金山遠征尼加拉瓜，隨後控制格拉納達地區。
- 1868年：日本江户幕府末代将军德川庆喜向忠于天皇的军队交出江戶城，幕府统治时期结束。

### 20世紀
- 1916年：爱尔兰复活节起义的领导人帕特里克·皮尔斯在起义失败后被处决。
- 1926年：英国爆发全国大罢工，这是資產階級相对稳定时期规模最大的一次英国无产阶级全国总罢工。
- 1927年：华纳制片公司推出第一部有声片。
- 1928年：中華民國國民政府特派员蔡公时等17名外交人员在济南遭到日本军队的残杀，五三慘案发生。
- 1937年：玛格丽特·米切尔所著的小说《飄》赢得了普利策小说奖。
- 1939年：日本軍隊出动27架飞机，对中國國民政府戰時首都重庆进行轰炸。
- 1939年：印度激进派运动家苏巴斯·钱德拉·鲍斯由于公开反对圣雄甘地提出的非暴力方针，被温和派所主导的印度国民大会党开除议长职位。
- 1946年：远东国际军事法庭开庭审判东条英机等日本战犯。
- 1947年：在同盟国军事占领日本时期制定的《日本国宪法》正式生效，确立议会制度和天皇职责。
- 1956年：世界柔道冠军赛第一次举行。
- 1968年：法国首都巴黎的警察包围并逮捕聚集在索邦神学院的示威学生，五月风暴爆发。
- 1977年：香港最後一次舉行小學升中試。
- 1982年：世界上最长的地下引水隧道在芬兰建成，全长120公里[來源請求]。
- 1986年：中華航空334號班機，在降落香港啟德機場前遭機長王錫爵劫持轉降中國大陸廣州白雲機場。
- 1987年：赤報隊事件：朝日新聞在兵库县西宮市的阪神支局遭槍手闖入槍擊，造成記者小尻知博（日语：小尻知博）喪生、多人受傷。
- 1996年：中国包头市发生6.4级地震，共造成26人死亡，虽然人员伤亡不大，但经济损失很严重。
- 2000年：首個地理藏寶經緯度定位設在美國奧勒岡州波特蘭，隨後張貼在Usenet新聞組上。

### 21世紀
- 2007年：英國女童馬德琳·麥卡恩失蹤，被稱為「现代历史上报道最多的失踪案」。
- 2023年：印度東北部的曼尼普爾邦爆發族群衝突，已造成至少60人死亡、230人受傷，23,000人流離失所。

## 出生
- 612年：希拉克略·君士坦丁，拜占庭皇帝（641年逝世）
- 1678年：阿马罗·帕戈，西班牙海盜（1747年逝世）
- 1830年：塔瑪蘭·索雷爾，瑞典蛛形動物學家（1901年逝世）
- 1844年：黑木為楨，日本陸軍將領（1923年逝世）
- 1849年：伯恩哈德·冯·比洛，德意志帝國首相（1929年逝世）
- 1860年：維多·沃爾泰拉，義大利數學家、物理學家（1940年逝世）
- 1875年：胡樂甫，英國殖民地官員，曾任香港警察司（1952年逝世）
- 1896年：多迪·史密斯，英國兒童文學作家、劇作家，代表作《第101隻斑點狗》（1990年逝世）
- 1898年：，以色列政治人物、外交家、社會活動家，第4任以色列總理（1978年逝世）
- 1904年：李勵紱，中國工程師、教師（1985年逝世）
- 1917年：基羅·格利戈羅夫，馬其頓共和國政治人物，首任馬其頓總統（2012年逝世）
- 1933年：詹姆士·布朗，美国靈魂樂教父（2006年逝世）
- 1933年：史蒂文·溫伯格，美國物理學家（2021年逝世）
- 1935年：乃烈，越南共和國少數民族事務官員，高地民族領袖
- 1941年：諾娜·加普林達什維利，喬治亞女子西洋棋棋手，前西洋棋女子世界冠軍
- 1942年：薇拉·恰斯拉夫斯卡，捷克斯洛伐克體操選手（2016年逝世）
- 1943年：吉姆·里施，美國政治人物
- 1951年：段崇智，香港中文大學校長
- 1952年：豬口邦子，日本外交官、政治人物
- 1955年：蕭大陸，台灣演員
- 1955年：王晶，香港導演
- 1956年：豐田章男，日本企業家，現任豐田汽車社長兼執行長
- 1956年：卡洛·羅威利，義大利理論物理學家
- 1958年：關菊英，香港演員、歌手
- 1965年：曲家瑞，臺灣實踐大學大學教授、藝術家
- 1965年：羅伯·布萊頓，英國男演員、喜劇演員、節目主持人、歌手
- 1965年：依納爵·阿弗雷姆二世·卡里姆，現任敘利亞東方正統教會的安條克牧首。
- 1966年：蘇志威，香港男歌手，樂隊組合草蜢成員
- 1968年：李詠，中國中央電視台主持人（2018年逝世）
- 1970年：任程偉，中國男演員
- 1970年：胡潤，華裔英國研究員、會計師，胡潤百富創辦人
- 1974年：約瑟夫·柯金斯基，美國電影導演、編劇、製片人
- 1974年：哈雅·賓特·侯賽因，约旦公主
- 1975年：樊光耀，臺灣演員
- 1975年：蔡燦得，臺灣演員
- 1975年：马克西姆·姆尔维察，克羅埃西亞鋼琴家
- 1976年：托尼·維德，美國政治人物
- 1976年：愛德華·黑格爾，斯洛伐克政治人物，前任斯洛伐克總理
- 1977年：李海強，香港足球運動員
- 1977年：真島浩，日本漫畫家
- 1977年：壹智村小真，日本女性聲優
- 1978年：安基斯，香港足球運動員
- 1979年：林衍村，臺灣男歌手
- 1979年：藤田淳平，日本作曲家、編曲家
- 1981年：U;Nee，韓國歌手（2007年逝世）
- 1981年：唐詩詠，香港演員、模特兒
- 1984年：包貝爾，中國大陸男演員
- 1984年：南相美，韓國女演員
- 1986年：央吉瑪，中國女歌手
- 1986年：龐·克萊門捷夫，法國女演員
- 1988年：温雅，中國主持人
- 1988年：達尼斯·西維爾，法國男子霹靂舞運動員
- 1990年：谷口鮪，日本男歌手，搖滾樂團KANA-BOON主唱、吉他手
- 1990年：布洛克斯·科普卡，美國高爾夫球手
- 1991年：張文綺，台灣歌手
- 1991年：平井大，日本歌手
- 1992年：Crush，韓國男歌手
- 1995年：傅鷺娜，中國女子田徑運動員
- 1996年：多曼塔斯·薩博尼斯，美國職業籃球運動員
- 1999年：裴賢聖，韓國男演員
- 2001年：瑞秋·曾格勒，美國女演員、歌手、YouTuber
- 2004年：，巴西職業足球運動員
- 2009年：具件敏，韓國女演員

## 逝世
- 762年：唐玄宗李隆基，唐朝皇帝（685年出生）
- 1270年：貝拉四世，匈牙利國王（1206年出生）
- 1410年：對立教宗亞歷山大五世，羅馬主教（約1339年出生）
- 1459年：埃里克七世，挪威、瑞典與丹麦國王（1382年出生）
- 1481年：穆罕默德二世，鄂圖曼帝國蘇丹（1432年出生）
- 1674年：森本一房，日本江戶時代武士、旅行家、商人（生年不詳）
- 1910年：霍華德·泰勒·立克次，美國病理學家（1871年出生）
- 1928年：蔡公时，中華民國國民政府特派员（1881年出生）
- 1936年：池田菊苗，日本化學家，麩胺酸鈉的發現者（1864年出生）
- 1942年：索瓦爾德·斯陶寧，丹麥政治人物，前任丹麥首相（1873年出生）
- 1961年：莫里斯·梅洛-龐蒂，法國哲學家（1908年出生）
- 1969年：扎基尔·侯赛因，印度政治人物，第3任印度總統（1897年出生）
- 1976年：厄尼·內弗斯，美國職業美式足球運動員、教練（1902年出生）
- 1986年：王力，中國著名语言学家（1900年出生）
- 1988年：蒋南翔，中国青年运动领导者、马克思主义教育家（1913年出生）
- 1998年：薛岳，中華民國一級上將（1896年出生）
- 2002年：芭芭拉·卡素爾，英國政治人物（1910年出生）
- 2007年：，美國太空人，水星計畫七人之一（1923年出生）
- 2009年：許淇安，香港警務處前處長（1943年出生）
- 2014年：蓋瑞·貝克，美国经济学家、芝加哥大学教授、1992年诺贝尔经济学奖得主（1930年出生）[1]
- 2016年：原田要，日本王牌飛行員（1916年出生）
- 2019年：志村五郎，日本數學家（1930年出生）
- 2019年：房良通，马来西亚居銮中华中学前校长（1945年出生）
- 2022年：諾曼·峰田，日裔美國政治人物（1931年出生）
- 2022年：托尼·布魯克斯，英國賽車手（1932年出生）
- 2022年：斯坦尼斯拉夫·舒什克維奇，白俄羅斯政治家、科學家（1934年出生）
- 2023年：羅蘭·帕蒂洛，美國醫生（1933年出生）
- 2024年：愛知和男，日本政治人物（1937年出生）

## 节假日和习俗
- 世界新聞自由日
- 波蘭：憲法日
- 日本：憲法紀念日
- 日本：黃金週